# 宗義智
宗 義智（そう よしとし）は、安土桃山時代から江戸時代前期にかけての大名。対馬国領主宗氏20代当主。対馬府中藩初代藩主。
秀吉の命令で、小西行長らと共に、李氏朝鮮との交渉に尽力。文禄・慶長の役では一番隊の先導役として活躍し、講和交渉にも尽力した。関ヶ原の戦いでは西軍についたが所領は安堵され、日本と朝鮮との国交回復に尽力し、朝鮮との和平条約を結んだ。

## 生涯

### 家督相続
永禄11年（1568年）、宗家第15代当主・宗将盛（まさもり）の四男（異説として五男）として生まれた。
長兄に宗茂尚（しげひさ）がいたため、宗家第17代当主・宗義調が隠居したときには茂尚が家督を継いで当主となったが、茂尚が早世し、さらにその後を継いだ次兄・宗義純（よしずみ）も早世したため、天正7年（1579年）1月に義調の養子となって家督を継ぎ、宗家の当主となった（天正8年（1580年）相続説もある）。
天正15年（1587年）5月、隠居していた養父・義調が当主として復帰したため、義智は家督を義調に返上することとなった。これは同年に豊臣秀吉による九州征伐が始まったためであり、義智は義調と共に秀吉に従ったため対馬国一国を安堵された。
このころ、秀吉から李氏朝鮮を服属させるようにとの命令を受け、義調や小西行長、島井宗室らと共に交渉に尽力する。
天正16年（1588年）に義調が死去するなどの悪条件もあって、交渉は思うように進まなかった。なお義調の死後、再び家督を継いで宗家の当主となった。
天正18年（1590年）朝鮮から来日した使節を服属使と称して秀吉に謁見させた。秀吉はこれを朝鮮が服属したものと受け止め、朝鮮には明の征服事業の先導が命じられることとなる。だが、この朝鮮使節は義智が朝鮮側に秀吉による全国統一に対する祝賀使節を送るようにと偽りの要請をして実現した使節であった。朝鮮は建国以来、明の冊封国であり、秀吉の明征服事業の先導を了承する可能性はなかった。窮した義智は朝鮮に伝えるべき明征服の先導命令を、明への道を貸すようにと偽り要請した（假途入明）。しかし、これも実現しなかった

### 文禄・慶長の役と関ヶ原
朝鮮との交渉は結果的に失敗し、天正20年（1592年）からの文禄の役では一番隊の先導役を任され、日本軍の最先鋒として戦った。
一番隊の編成
- 小西行長 7,000人
- 宗義智 　5,000人
- 松浦鎮信 3,000人
- 有馬晴信 2,000人
- 大村喜前 1,000人
- 五島純玄 　700人

総計  18,700人
義智は5,000人の軍勢を率いて天正20年（1592年）4月12日に対馬北端の大浦を出港し釜山に上陸する。翌13日に総攻撃をかけて攻略したのを皮切りに、4月14日に東萊、4月15日に機張、左水営、4月16日に梁山、4月17日に密陽、その後に大邱、仁同、善山を次々と攻略し、4月26日に慶尚道巡辺使・李鎰を尚州で撃破。4月27日に慶尚道を越え忠清道へ進軍、弾琴台の戦いで迎撃に出た申砬率いる朝鮮軍を壊滅させ忠州を攻略。京畿道に進み5月1日に麗州攻略後、5月2日に竜津を経て漢城東大門前に到達。翌5月3日には首都漢城に入城する。
諸将と漢城会議を行った後、5月11日に義智はさらに北に向かって進撃し、5月18日に臨津江の戦いで金命元等の朝鮮軍を撃破。5月27日に開城攻略、黄海道の瑞興、鳳山、黄州、中和を次々と攻略。平安道に進み、6月8日に大同江の辺りに達し、朝鮮軍の夜襲を受けたが自ら奮戦して撃退した（大同江の戦い）。敗退し平壌城を朝鮮軍が放棄すると6月16日にはこれを接収した。ここで進撃を停止する。
7月16日、明の遼東副総兵・祖承訓が平壌を攻撃してきたが撃退。このとき義智は小西行長とともに敗走する明軍を追撃し、明将史儒・千総張国忠・馬世隆などを討ち取った。7月29日、李元翼率いる朝鮮軍が平壌に攻め寄せてきたがこれも撃退する。
文禄2年（1593年）1月7日、明は李如松を提督として約4万人の明軍に金命元率いる1万人の朝鮮軍を加え平壌に攻め寄せた。明軍が平壌城の城門を突破すると日本軍は北部丘陵地域の陣地に退避する。ここで李如松は「退路を与えるから城を明け渡せ」と伝えてきた。日本軍はこれを受け入れ南に向かって撤退を開始するが背後から追撃を受け厳しい退避行となった。漢城を目指して進撃する明軍に対し、日本軍は諸方面の各軍を漢城に結集した後出撃し、これを大いに破った。これが碧蹄館の戦いである。明軍ではこの敗戦の結果講和の機運が起こり、日本軍も兵糧が不足したため、講和交渉の開始を約し釜山周辺域まで撤退した。
義智は行長と共に明側の講和担当者・沈惟敬らと和平交渉に奔走したが、双方の求める和平条件は合意に至る筈も無いかけ離れたものであったため、国書の内容を双方に都合の良い条件に改竄するなどして和平成立を目指したが、こうした欺瞞行為をともなう交渉は実ることなく、各国に混乱を与え交渉は決裂。慶長の役を防ぐには至らなかった。
慶長2年（1597年）2月、秀吉は朝鮮再出兵の号令を発した。日本軍の作戦目標は全羅道を悉く成敗し、忠清道・京畿道その他もなるべく侵攻することで、目標の達成後は城郭を建設し、在番の諸将を定め、その他の軍は帰国させる計画であった。当初、義智は左軍に属し再び文禄の役と同じメンバーで行動した。
義智ら日本軍は全羅道に向かって進撃を開始し、慶長2年8月13日南原攻略戦を開始。4日目に攻略を果たした（南原城の戦い）。次に全羅道の道都全州に向かい占領。全羅道を制圧した。さらに日本軍は忠清道を制圧し、京畿道まで侵攻し作戦目標を達成すると、当初の予定通り文禄の役の際に築かれた城郭群域の外縁部に城郭を建設するため撤収した。
以後、義智は在番の将として南海倭城に在城していたが、慶長3年（1598年）8月18日秀吉が死去すると、朝鮮に派遣されていた日本軍に10月15日付で帰国命令が発せられた。義智は小西行長と昌善島で集合し共に帰国する手筈であったが、このとき順天倭城に在番していた小西行長、松浦鎮信、有馬晴信、大村喜前、五島玄雅は明・朝鮮の水軍に撤退を妨害され順天から動くことができなかった。これをみた宗義智は、島津義弘、立花宗茂、高橋統増、寺沢広高らとともに水軍を編成し順天に救援に向かう。このとき露梁海峡で待ち伏せていた明・朝鮮水軍と交戦した（露梁海戦）。小西行長らは、この戦いの間隙をぬって脱出に成功。義智は小西行長らとともに釜山を経て帰国を果たし、前後7年に及ぶ朝鮮出兵は終結した。
慶長5年（1600年）、関ヶ原の戦いでは西軍に与して伏見城攻撃に参加し、大津城攻めや関ヶ原本戦では家臣を代理として参加させた。しかし戦後、悪化した朝鮮との国交修復を迅速に進めることを望んでいた徳川家康から罪には問われず、所領を安堵され、対馬府中藩の初代藩主となった。この時、正室の小西マリアを離縁している。

### 江戸時代
文禄・慶長の役のために悪化した朝鮮との関係を修復するように徳川家康から命じられた義智は、慶長14年（1609年）に朝鮮との和平条約を成立させた（己酉約条または慶長条約）。この功績を家康から賞され、宗氏は幕府から独立した機関で朝鮮と貿易を行なうことも許されている。
慶長20年1月3日（1615年1月31日）、死去した。享年48。跡を長男・義成が継いだ。

## 人物
- 初名の昭景（あきかげ）の｢昭｣の字は天正5年（1577年）12月に室町幕府の第15代将軍・足利義昭から偏諱を賜ったものである[4]。後に羽柴（豊臣）秀吉から羽柴の名字と偏諱（｢吉｣の字）を貰い吉智（よしとし、義智と読みは同じ）と名乗った[5]。その後、義智に改名。
- 朝鮮との交渉を懸命に努めて戦争を回避しようとした理由は、貿易利害のほかに対馬が朝鮮との中継地に使われることを恐れたためでもあった。なお、江戸期に入って朝鮮との和平条約を締結して宗氏の江戸幕府における地位を安泰させたものの、このときに交渉を性急にしすぎたため、次代の義成時代に宗家は滅亡の危機に立たされることにもなった。（柳川一件）
- 義父の小西行長の影響を受けてキリシタンにもなっていた。洗礼名はダリオである。朝鮮の日本軍を慰問したグレゴリオ・デ・セスペデス神父は「極めて慎み深い若者で、学識があり、立派な性格の持ち主」と評している。

## 系譜
- 父：宗将盛
- 母：竜安院 - 立石高弘の娘
- 養父：宗義調（1532-1589）
- 正室：妙（?-1605） - 小西行長女、洗礼名：マリア
- 継室：威徳院 - 河村氏または阿比留氏
  - 長男：宗義成（1604-1657）
- 側室：養福院 - 立石盛治の娘
  - 女子：杉村智次室
  - 女子：柳川調興正室
  - 女子：宗成親室
  - 女子：古川成倫室
  - 女子：内野助成室

## 偏諱を与えた人物（家臣）
昭景時代
- 佐須景満（対馬国守護代、初め調満）[6]

吉智・義智時代
- 宗智順（とししげ(ともしげ)、甥（兄・義純の次男）、叔父（義智の兄）・宗調国の家系を継承）[7]
- 大石智久
- 木村智清
- 杉村智清（宗氏一族。父は杉村調長。朝鮮出兵（文禄の役）の大同江の戦いにて戦死。）
- 杉村智広
- 杉村智次（娘婿）
- 橘智正（別名:井手弥六左衛門）[8]
- 仁位智信
- 古川智次
- 松尾智保（通称:七左衛門）
- 柳川智永（父は宗義調の代から活動する柳川調信。慶長5年（1600）6月12日、従五位下豊前守に叙任された[9]。子の柳川調興は義智の娘婿で、のちに柳川一件に関与。）[10]
- 柳川智信（景直に改名、宗智順の子。柳川調信の養子）
- 柚谷智広（父・柚谷康広は主に宗義調の代から活動。）